# 25226 Brasch
25226 Brasch este o planetă minoră (asteroid) din centura de asteroizi. A fost descoperită pe 10 octombrie 1998 la Stația Anderson Mesa de Lowell Observatory Near-Earth-Object Search. 
Obiectul prezintă o orbită caracterizată de o semiaxă mare de 2,4179809 UAi, o excentricitate de 0,2, o înclinație de 0,80862 ° în raport cu ecliptica.